# Matrixvermenigvuldiging
In de lineaire algebra is matrixvermenigvuldiging een bewerking tussen twee matrices die als resultaat een nieuwe matrix, aangeduid als het product van die twee matrices, oplevert. Vatten we de beide matrices op als lineaire afbeeldingen, dan is de matrixvermenigvuldiging de samengestelde afbeelding van de beide lineaire afbeeldingen die bij de twee aparte matrices horen.
Een {\displaystyle m\times n}-matrix kan worden opgevat als lineaire afbeelding van de ruimte van kolomvectoren met {\displaystyle n} elementen naar de ruimte van kolomvectoren met {\displaystyle m} elementen of daarmee in overeenstemming als een lineaire afbeelding van {\displaystyle \mathbb {R} ^{n}} naar {\displaystyle \mathbb {R} ^{m}}.

## Definitie
Matrixvermenigvuldiging van een matrix {\displaystyle A} met een matrix {\displaystyle B} is alleen mogelijk als het aantal kolommen van de eerste matrix gelijk is aan het aantal rijen van de tweede matrix. Stel daarom dat {\displaystyle A} een {\displaystyle m\times n}-matrix is en {\displaystyle B} een {\displaystyle n\times p}-matrix. Het matrixproduct {\displaystyle AB} is dan een {\displaystyle m\times p}-matrix gegeven door:
{\displaystyle (AB)_{ij}=\sum _{r=1}^{n}a_{ir}b_{rj}=a_{i1}b_{1j}+a_{i2}b_{2j}+\cdots +a_{in}b_{nj}}
voor elk paar {\displaystyle i} en {\displaystyle j}. Hier staat {\displaystyle (AB)_{ij}} voor het element op positie {\displaystyle (i,j)} in het matrixproduct {\displaystyle AB}.
{\displaystyle A} mag hierin een rijvector en {\displaystyle B} een kolomvector zijn.
De volgende figuur maakt duidelijk hoe men het element {\displaystyle (AB)_{12}} van {\displaystyle AB} bepaalt, als {\displaystyle A} een 4x2-matrix is en {\displaystyle B} een 2×3-matrix. Ieder paar op de weg van de twee pijlen wordt vermenigvuldigd en de producten worden bij elkaar opgeteld. De positie van het resulterende getal in {\displaystyle AB} correspondeert met de rij en kolom die werd beschouwd.

{\displaystyle (AB)_{12}=\sum _{r=1}^{2}a_{1r}b_{r2}=a_{11}b_{12}+a_{12}b_{22}}

## Voorbeelden
- {\displaystyle {\begin{bmatrix}1&2\\4&3\end{bmatrix}}{\begin{bmatrix}1&2&3\\3&-4&7\end{bmatrix}}={\begin{bmatrix}1\times 1+2\times 3&1\times 2+2\times (-4)&1\times 3+2\times 7\\4\times 1+3\times 3&4\times 2+3\times (-4)&4\times 3+3\times 7\end{bmatrix}}={\begin{bmatrix}7&-6&17\\13&-4&33\end{bmatrix}}}

- {\displaystyle {\begin{bmatrix}1&2&3\\3&-4&7\end{bmatrix}}{\begin{bmatrix}x\\y\\z\end{bmatrix}}={\begin{bmatrix}x+2y+3z\\3x-4y+7z\end{bmatrix}}}

- Wanneer er in een vectorruimte een overgang van een basis op een andere plaatsvindt, dus wanneer er een basistransformatie plaatsvindt, kunnen de nieuwe coördinaten van een vector met behulp van matrixvermenigvuldiging worden bepaald.

## Eigenschappen
De matrixvermenigvuldiging voldoet aan de volgende eigenschappen en is:
- associatief: {\displaystyle A(BC)=(AB)C}
- linksdistributief: {\displaystyle A(B+C)=AB+AC}
- rechtsdistributief: {\displaystyle (B+C)A=BA+CA}
- voor ieder getal {\displaystyle r} is {\displaystyle r(AB)=(rA)B=A(rB)}
- met {\displaystyle I} de eenheidsmatrix is {\displaystyle IA=A=AI}
- met {\displaystyle {}^{\text{T}}} de notatie voor de getransponeerde matrix {\displaystyle (AB)^{\text{T}}=B^{\text{T}}A^{\text{T}}}

Matrixvermenigvuldiging is in het algemeen niet commutatief, dus zijn {\displaystyle AB} en {\displaystyle BA} in het algemeen niet aan elkaar gelijk.
Als {\displaystyle AB=-BA} heten de matrices anticommuterend.
Het kan dat de formule voor matrixvermenigvuldiging van een matrix {\displaystyle A} met een matrix {\displaystyle B} toegepast als de elementen van de matrices niet allemaal elementen van een lichaam/veld zijn. Dat kan als bijvoorbeeld {\displaystyle A} een matrix is met elementen uit een lichaam/veld zijn en {\displaystyle B} alleen een vector is, maar wel over hetzelfde lichaam/veld. Hierbij wordt dus een matrix vermenivuldigd met een kolomvector met elementen uit hetzelfde lichaam/veld.
Een matrix {\displaystyle A} vermenigvuldigen met een scalair {\displaystyle c} is strikt genomen geen matrixvermenigvuldiging, maar wordt gedefinieerd als de bewerking tussen {\displaystyle A} en {\displaystyle c}, waarin alle elementen van {\displaystyle A} met {\displaystyle c} worden vermenigvuldigd. {\displaystyle Ac=cA}

## Vierkante matrices
Wanneer het aantal rijen en het aantal kolommen in een matrix hetzelfde is, is het een vierkante matrix. Als we ons beperken tot vierkante matrices van dezelfde afmetingen met elementen in een algebraïsch getallenlichaam {\displaystyle K} dan vormen deze matrices een associatieve algebra.
Niet elke vierkante matrix heeft een invers element voor de vermenigvuldiging. Een matrix is inverteerbaar of omkeerbaar dan en slechts dan als de determinant van die matrix ongelijk is aan nul. De omkeerbare matrices van gelijke afmeting vormen een groep voor de matrixvermenigvuldiging: de algemene lineaire groep.

## Matrices van gelijke afmetingen
Voor twee matrices {\displaystyle A} en {\displaystyle B} met dezelfde afmetingen, maar die geen vierkante matrices zijn, is de matrixvermenigvuldiging niet gedefinieerd. Voor deze matrices zijn wel gedefinieerd
- de matrixoptelling en
- het hadamardproduct.